# Stanislas Lukumwena
Stanislas Lukumwena Lumbala OFM (ur. 24 lipca 1949 w Tshikapa) – kongijski duchowny katolicki, emerytowany biskup diecezji Kole w Demokratycznej Republice Konga, franciszkanin.